# Asediul Orléans-ului
Asediul Orléans-ului (în engleză Siege of Orléans, în franceză Siège d'Orléans) și eliberarea ulterioară de către trupele Ioanei d'Arc a marcat un punct de cotitură în Războiul de 100 de Ani. Eliberarea Orléans-ului a fost primul succes major al trupelor franceze după înfrângerea dezastruoasă de la Azincourt din 1415. Situația disperată a Orléans-ului, care avea o mare importanță strategică și morală pentru poporul francez, a fost salvată de apariția bruscă pe scena politică a țărăncii Ioana d'Arc în fruntea trupelor franceze, care într-un timp scurt au ridicat asediul orașului. Contemporanii cred că, Orléans-ul odată căzut, precum și încoronarea lui Henric al VI-lea, fiul regelui Henric al V-lea al Angliei, ar fi sfârșit independența Franței ca stat.

## Context
Conflictul dintre casele regale engleză și franceză, care în istoriografie a intrat sub numele de "Războiul de 100 de Ani", după înfrângerea grea a forțelor franceze în 1415, la bătălia de la Azincourt, creștea rapid în favoarea britanicilor. La scurt timp după această bătălie, englezii au ocupat cea mai mare din nordul Franței, precum și după termenii tratatului de pace de la Troyes din 1420, regele englez, Henric al V-lea a fost proclamat regent al tronului francez. În cadrul acordului, Henric s-a căsătorit cu fiica regelui Carol al VI-lea, iar după moartea acestuia, urma să devină rege al Franței. Delfinul Carol, fiul lui Carol al VI-lea, era lipsit de dreptul de a urma tronul francez.
La începutul anului 1428 în Anglia a început să crească nemulțumirea, cauzată de războiul prelungit, care a cauzat prețuri ridicate și majorări de taxe. Rezistența franceză nu a putut fi înfrântă, speranțele în victorie la Cravant și Verneuil, nu s-au justificat, în teritoriile ocupate de englezi autoritatea era una slabă, situația era agitată și la Paris, în care de curând sa produs o conspirație în favoarea lui Carol. În cele din urmă "cupa răbdării" englezilor s-a revărsat după înfrângerea de la Montargis, în 1427. Pentru încheierea timpurie a războiului era necesară cucerirea bazinului Loarei, "cheia", căreia era orașul Orléans. Parlamentul englez a aprobat planul, la începutul anului 1428 și a aprobat noi taxe, insistând, de asemenea, că în locul înfrântului de la Montargis Contele de Warwick, comandamentul să fie preluat de o persoană tânără, dar care deja era celebră pentru victoriile în Franța, Thomas Montacute.
Orléans era ultimul bastion al puterii regale, în nordul Franței, controlată de englezi și aliații lor burgunzi. Orașul, situat pe o arteră importanta a țării, fluviul Loira, a fost ultimul obstacol pentru britanici pentru a finaliza cucerirea totală a nordului Franței și permițând astfel avansarea în adâncul țării, deschizând drumul spre Bourges, capitala lui Carol al VII-lea. Mai la sud, francezii nu mai aveau o cetate puternică, iar în cazul victoriei britanice la Orléans, în supunerea regelui francez ar rămâne o singură provincie - Dauphiné. În aceste condiții, situația era disperată pentru Carol.
Conducerea Orléans-ului era exercitată de casa de Armagnac, care a refuzat să recunoască tratatul de pace din 1420 și îl considera rege legitim al Franței, numai pe Carol. Aceasta și mai mult înrăutățea situația pentru englezi.

## Desfășurare
Orléans a fost asediat de trupele engleze conduse de contele Thomas Montecute, în data de 12 octombrie, 1428. Tabăra britanică era situată între satele Olivé și Peuterey, în urma primei ciocniri englezii au tăiat francezilor ieșirea la malul drept al Loarei. Tot timpul până la sfârșitul asediului, sediul și cea mai mare parte a armatei engleze a ocupat așa-numitul "Munte Saint Laurent", o creastă de 1200 de metri care domina malul drept, și prezenta, prin urmare, o poziție ideală defensivă. Statul Major General al armatei engleze s-a situat în Meung. Orășenii erau gata pentru asediu și din timp s-au aprovizionat cu provizii suficiente. La scurt timp înaintea apariției inamicului, magistratura orașului a decis, ca locuitorii cetății, să facă un raid, distrugând mănăstirea și biserica Ordinului augustinian, precum și case din suburbia Pouterey, care puteau servi drept ascunziș pentru inamic.

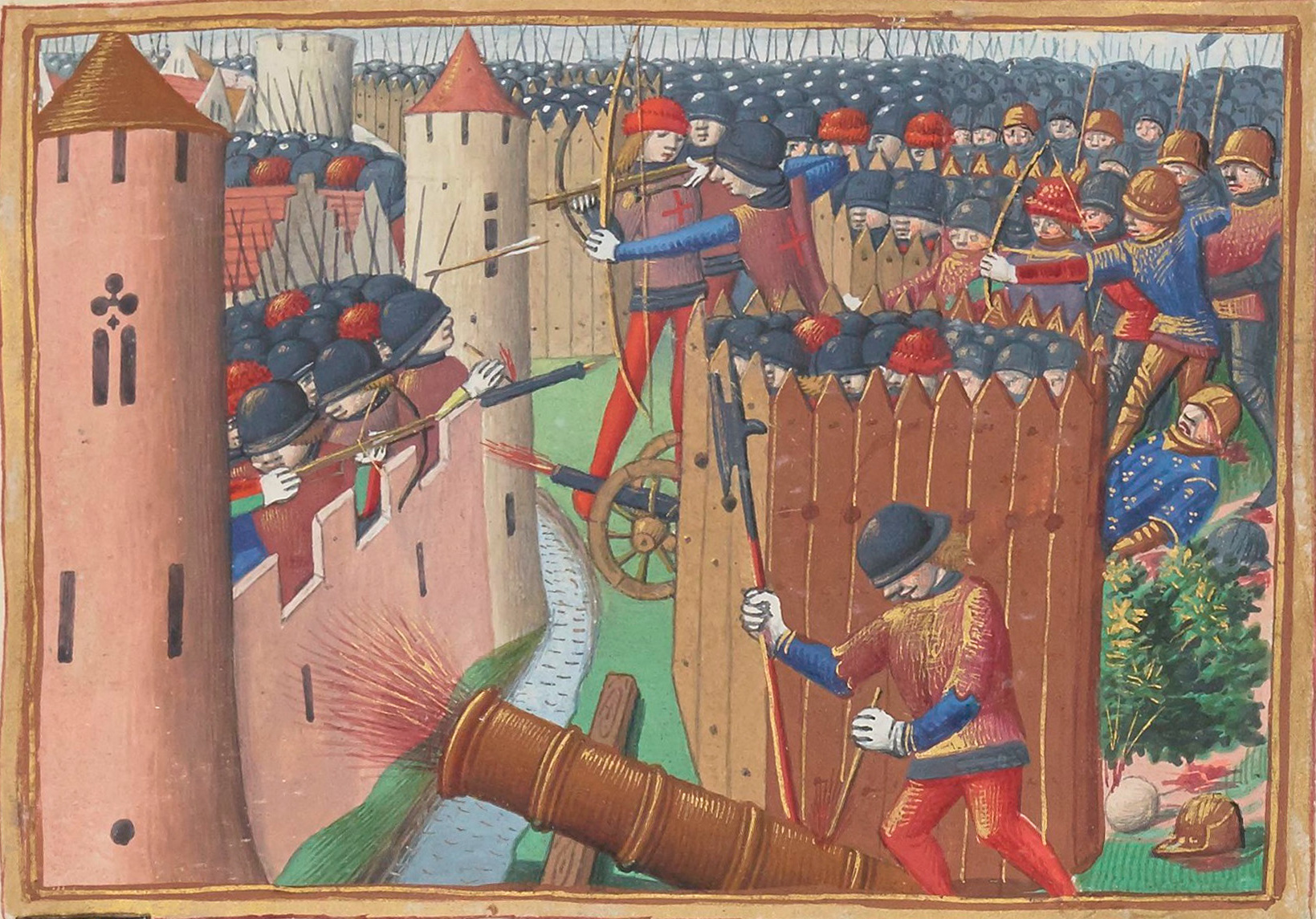
Miniatură medievală ilustrând asediul

Pe 16 octombrie a început bombardarea orașului. Nu departe de noul turn de apărare construit, englezii au stabilit un tun "imens", care trăgea cu bile de piatră cu o greutate 80 livre (aprox. 57 kg). Sa păstrat numele primei victime din rândul apărătorilor, "o femeie pe nume Belle, care a trăit alături de poterna Chenault". În plus, rezultatul primului atac a fost deteriorate și avarierea gravă a multor clădiri.
La 21 octombrie a fost atacat zidul (valul) turelei franceze. Primul atac, după o luptă aprigă a fost respins, atacatorii au pierdut 240 de ostași, în timp ce apărătorii 200. După aceasta, englezii au abandonat atacul frontal și au decis să submineze zidul care apăra turela. Această încercare a fost una de succes, apărătorii s-au retras pentru a apăra turela, dar focul de artilerie feroce a făcut apărarea fortificațiilor fără de sens. În noaptea dintre 23 spre 24 octombrie apărătorii au lăsat turela și au aruncat în aer podul. Comandantul cetății cucerite a devenit William Gladsdale. La scurt timp după luarea turelei, Montecute a fost rănit grav în față de schijele provenind de la obuzele artileriei și o săptămână mai târziu a murit.
Până la 29 decembrie, garnizoana Orléans-ului a distrus celelalte șase biserici din suburbia orașului. În ianuarie a anului următor, englezii au făcut mai multe încercări de a ataca întăririle vestice ale Orléans-ului. Pe 2 ianuarie orașul a fost alimenta, un convoi mare de alimente sosind. În timpul asediului grupurile armate deseori treceau alimente și arme în cetate, pe când orășenii nu puteau ieși în afara zidurilor, fără a risca cu viața proprie. Având în vedere importanța grădinilor și livezilor în cadrul orașului, care produce o parte importantă a necesarului de hrană pentru apărătorii cetății.

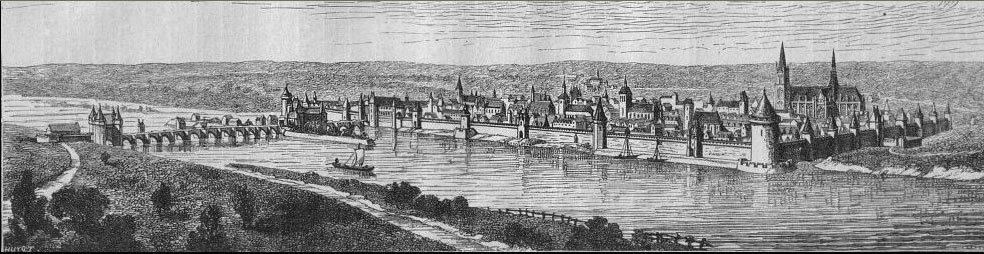
Orléans în perioada asediului, ilustrație contemporană

La 6 ianuarie englezii au construit "din fascine, nisip si arbori" întăriri pe insula Charlemagne și Fortul Saint-Prives pe malul de sud al Loirei, oferind astfel comunicarea între forturile Tourelle și Saint Laurent. În primele săptămâni ale lunii ianuarie, britanicii au construit, de asemenea, întăriri la nord de zidurile orașului. Orașul ulterior a fost întărit, inclusiv cu trupe aliate scoțiene, dar toate încercările de a contracara englezii nu au avut succes. La rândul său, atacurile asediatorilor la nu au avut succes importante.
La 11 februarie spionii francezi au raportat la Orléans, despre un convoi englez, care transporta butoaie cu hering. În ziua următoare, 12 februarie s-a dat o luptă în apropierea orașului Rouvray, în care francezii și aliații scoțienii a făcut un atac eșuat asupra convoiului, care a intrat în istorie ca Bătălia heringilor. Aparent, motivul pentru eșec a fost întârzierea din cauza unei abordări întârziate a francezilor care așteptau trupele contelui de Clermont, aceasta permițând inamicului să construiască un tren de apărare (Wagenburg) și să se pregătească pentru apărare. Un rol important l-a jucat lipsa de coordonare între diferitele unități. Înfrângerea a avut consecințe grave pentru apărătorii orașului, astfel moralul soldaților a căzut, și mulți comandanți împreună cu trupele sale au părăsit orașul.

### Apariția Ioanei d'Arc
Data de 17 februarie, este momentul apariției Ioanei d'Arc care împreună cu însoțitorii ei a reușit pentru să ajungă la reședința regală. După multe ezitări și obstacole Delfinul (Moștenitorul tronului Franței) Carol a decis să-i transfereze trupe, și a numit-o la comandamentul acestora. Liderii armatei franceze Étienne de Vignolles, Jean Poton de Xaintrailles și Jean de Dunois, care cu ultimele forțe luptau în Orléans, au trebuit să meargă sub comanda ei. Comandantul statului major al Ioanei a devenit Prințului de Alençon. După aceasta Ioana a plecat la Blois, punctul de adunare a armatei. Vestea că armata este condusă de "mesagerul lui Dumnezeu", a determinat o creștere morală extraordinară în armată. Soldați care și-au pierdut demult speranța, obosiți de nesfârșite înfrângeri, și-au recuperat curajul. Între timp, situația Orléans-ului era disperată, în ciuda faptului că britanicii nu puteau să înconjoare complet orașul, iar tunurile lor nu puteau penetra zidurile groase ale cetății.
Cu toate acestea, lupta dura la Orléans. Pe 27 februarie inundațiile râului au amenințat instalațiile engleze de asediu. Pentru a le salva, britanici au trebuit să lucreze toată ziua și toată noaptea. Apărătorii au continuat între timp să tragă în fortul Tourelle, ceea ce a dus la prăbușirea unui zid.
La 26 aprilie Ioana d'Arc în fruntea trupelor sale a venit în oraș. Calea trupele sale nu este cunoscut cu precizie. La 28 aprilie 1429 Ioana a sosit cu un detașament de soldați la marginea de sud a Orléans-ului. Este cunoscut faptul că Ioana a venit cu 200 de soldați în jurul orei 20:00 la 29 aprilie, însoțită fiind de Dunois și alți comandanți francezi cunoscuți. Seară a fost aleasă pentru a evita ciocnirea cu inamicul.
După eșuarea tratativelor cu William Gladsdale la Tourelle, a început pregătirea pentru scoaterea asediului.

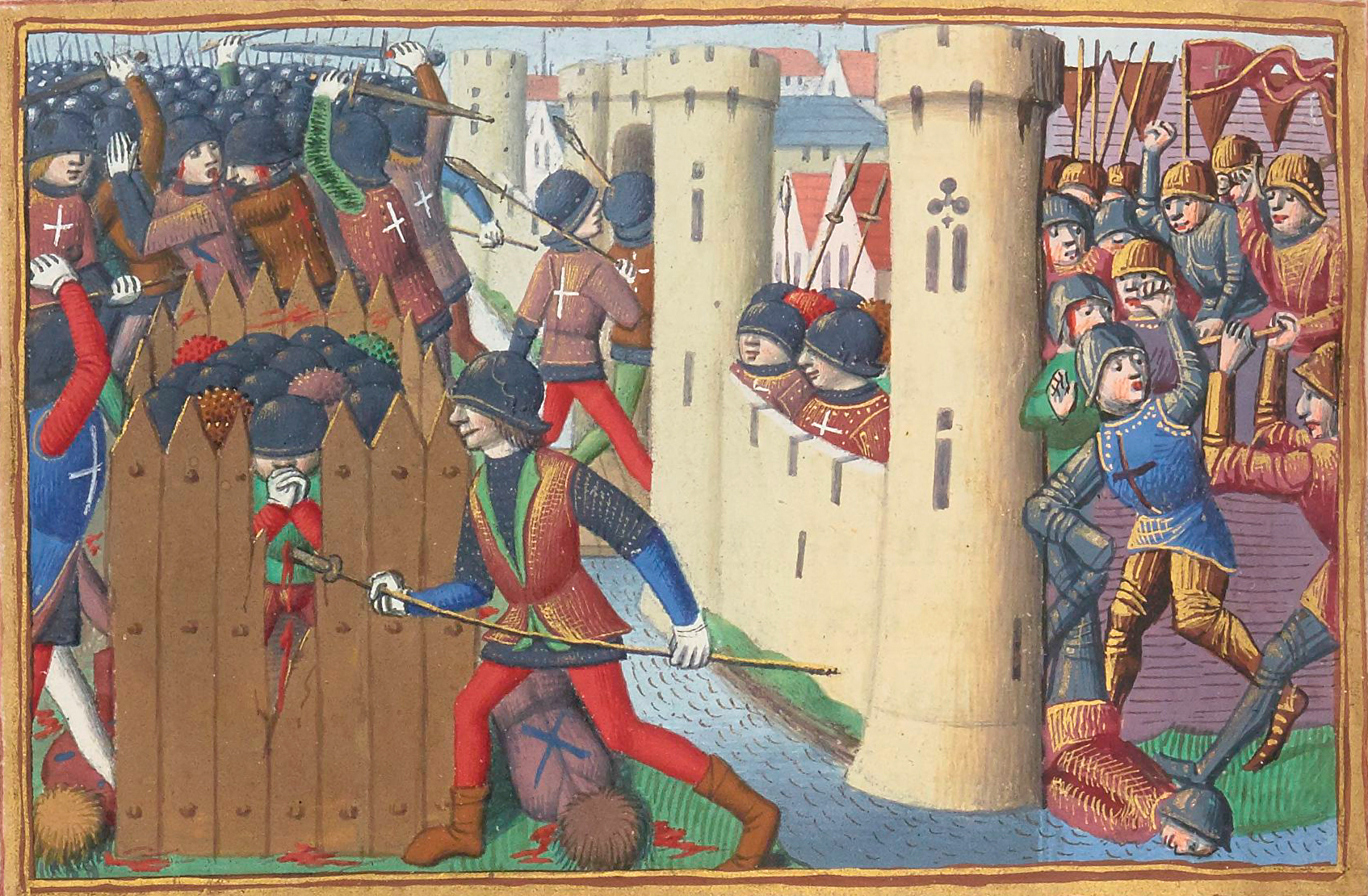

La data de 4 mai a acut loc prima ciocnire serioasă între apărătorii orașului și englezi. În dimineața zilea, Jean de Dunois și Étienne de Vignolles au condus atacul asupra bastionul englez Saint-Loup. Acesta era bine protejat, fiind apărat de 300-400 de soldați englezi. Ioana, care a aflat despre asta mai târziu, sa alăturat atacatorilor. Pe partea franceză în bătălia au participat 1500 de soldați. Comandantul englez John Talbot a fost informat despre situație. El a încercat să-i împiedice pe francezi și a organizat o diversiune, dar aceasta acțiunea a fost oprit de contraatacul francez. Fortul a fost capturat, 140 englezi au fost uciși și 40 au fost luați prizonieri. Aflând de acest lucru, Talbot anulat atacul și a ordonat retragerea.
În zilele următoare au fost cucerite forturile Saint Augustine (6 mai) și Tourelle, după o crâncenă luptă corp la corp, în care Ioana a fost rănită la umăr (7 mai).
Ziua următoare englezii sub conducerea ducelui de Suffolk și al lui Talbot, lăsând restul forturilor, s-au format în ordine de luptă. Observând aceasta, francezii, de asemenea s-au aliniat pentru luptă. Pentru aproximativ o oră trupele au fost inactive. În ciuda exces de zel al unor comandanți, Ioana nu a permis atacul compatrioților, fiindcă în opinia ei, duminica nu era o zi potrivită pentru luptă. Iar englezii nu au mai îndrăznit să atace, părăsind câmpul de luptă. Asediul a fost ridicat. Orășenii și soldații, văzând retragerea inamicului, au jefuit și distrus întăririle englezilor. Mai târziu sub zidurile orașului s-a ținut o rugăciune ca semn de recunoștință.

## Consecințe
Prima victorie majoră a inspirat o mulțime de francezi, care imediat sau înrolat în rândurile armatei. În termen scurt, francezii a eliberat valea Loarei, învingând garnizoanele britanice la Jargeau, Meung-sur-Loire și Beaugency. La 18 iunie francezii au luat prin surprindere și învins avangarda engleză, care venea în ajutor. Acest lucru a dus la înfrângerea engleză în Bătălia de la Patay, unde a fost capturat comandantul britanic John Talbot.